# Gewone broodspons
De gewone broodspons (Halichondria panicea) is een sponssoort in de taxonomische indeling van de gewone sponzen (Demospongiae). 
De spons behoort tot de familie Halichondriidae. De wetenschappelijke naam van de soort werd voor het eerst geldig gepubliceerd in 1766 door Peter Simon Pallas als Spongia panicea.

## Kenmerken
Het lichaam van de spons bestaat uit kiezelnaalden en sponginevezels, en is in staat om veel water op te nemen. De kleur is grijzig, geel- en oranjebruin in dieper water en varieert bruingroen tot heldergroen op plaatsen met veel licht. Dat laatste komt door de aanwezigheid van algjes in het sponsweefsel. Deze algjes leven in symbiose met de spons: ze gebruiken het licht om organische voedingsstoffen te maken en die de spons nodig heeft. Heeft een karakteristieke geur; ruikt boven water naar carbid.
Broodspons vormt lagen over de ondergrond van verschillende diktes en kan korte rechtopstaande tot 3 cm hoge buisjes rond de uistroomopeningen vormen. Deze uitstroomopeningen zijn meestal goed zichtbaar, vaak op verhogingen in het weefsel of op de top van de genoemde rechtopstaande buisjes. De structuur van gewoon broodspons is tamelijk rubberachtig, maar geeft niet zoveel mee als die van de sliertige broodspons (Halichondria bowerbanki); deze kan breken.

## Verspreiding en leefgebied
Deze soort komt wereldwijd voor, ook langs de Nederlandse kusten, waar ze zich vasthechten op wrakhout, meerpalen, golfbrekers en rotsen. Het leefgebied varieert van zeer laag in het intergetijdengebied tot zeker 600 meter diep. Komen voor op rotsen, wieren en andere dieren, zoals de kokers van kokerwormen of oesters. De massievere groeivormen komen alleen voor in diepere wateren. Zo werden op scheepswrakken in de Noordzee kussens waargenomen worden van tientallen centimeters dikte.